# Pomožna rimska vojska
Pomožne sile (latinsko Auxilia, dob. 'pomagači') je ime za enote rimske vojske, katerih osebje ni bilo sestavljeno iz rimskih državljanov, temveč iz podložnikov vazalnih ali zavezniških držav oziroma plemen. Medtem. ko so bile v dobi Rimske republike to ad hoc formacije, ki so se po potrebi oblikovale in razpuščale, jih je cesar Oktavijan na začetku obdobja Rimskega cesarstva uvrstil v sestavni del rimske stalne vojske.
V času principata naj bi pomožne čete predstavljale polovico rimske pehote in skoraj vso konjenico. Glede na njihovo vključitev v rimski vojaški sistem so te sile sčasoma postale enakovredne legijam po usposobljenosti in učinkovitosti.